# Aimé Bonpland
Aimé Jacques Alexandre Goujaud Bonpland (La Rochelle, França, 22 de agosto de 1773 — Santa Ana, Argentina, 4 de maio de 1858) foi um botânico, médico, explorador, filantropo, educador, político, comerciante e industrial francês, que se celebrizou pela viagem de exploração do continente americano que empreendeu com Alexander von Humboldt e pela sua decisão de renunciar aos meios científicos e sociais de Paris para ir viver na Argentina, radicando-se então na turbulenta Província de Corrientes, na região fronteiriça entre aquele país, o Paraguai e o Brasil, onde faleceu.

## Biografia
Bonpland nasceu na cidade portuária de La Rochelle, a 22 de Agosto de 1773, sendo baptizado na igreja de Saint-Barthélemy daquela cidade, a 29 de Agosto de 1773. De seu verdadeiro nome Aimé-Jacques Alexandre Goujaud, era filho de Marguerite-Olive de la Coste e de seu marido Simon-Jacques Goujaud (nascido circa 1742), descendente de uma conhecida família de médicos e farmacêuticos, mestre em cirurgia e cirurgião-chefe do hospital de La Rochelle. Recebeu de seu pai a alcunha Bonpland, que adoptaria como nome, e pela qual ficaria conhecido.

### Os anos formativos (1773-1798)
Destinado a seguir a carreira paterna, Bonpland fez os seus estudos preparatórios em La Rochelle, demonstrando desde muito jovem interesse pelas Ciências Naturais, paixão que partilhava com seu pai.
Em 1791, com apenas 17 anos de idade, parte para Paris, onde cursa estudos de anatomia, frequentando nos anos seguintes os estudos clínicos recém-fundados pelo célebre médico e professor Jean-Nicolas Corvisart des Marets. Por essa mesma época, inicia o estudo da botânica e relaciona-se com os famosos naturalistas Jean-Baptiste Lamarck, Antoine Laurent de Jussieu e René Louiche Desfontaines. É então que nasce a sua dedicação à ciência, especialmente à botânica.
Entretanto aprofunda-se a grande convulsão social desencadeada pela Revolução Francesa, o país entra em convulsão e Bonpland é obrigado em 1793 a alistar-se nas forças armadas. Embarca como ajudante de cirurgião numa fragata que participa na luta contra as forças britânicas no Atlântico. Permanece cerca de dois anos em serviço militar.
Em 1796 transfere-se para Rochefort e inscreve-se na Escola Naval de Medicina, a qual frequentou até obter o grau de cirurgião de terceira classe. Enviado para Toulon, trabalha vários meses ao serviço dos hospitais marítimos daquele porto e depois como ajudante de cirurgião no vapor Ajax.
No ano seguinte regressa a Paris, onde conclui os seus estudos com a obtenção do grau de doutor em medicina. Entretanto, continua os seus estudos de ciências naturais, convivendo com os melhores cientistas da época. Foi um deles, Antoine Laurent de Jussieu, quem o apresentou a Alexander von Humboldt, recomendando-o como um bom companheiro na viagem de exploração à África e sueste asiático que este então planeava sob a égide do governo francês. Os dois encontram-se pela primeira vez no Hotel Boston de Paris, em 1798.
A viagem a África gorou-se por falta de apoio governamental, já que à época a França continuava mergulhada na instabilidade social e política. Apesar disso, os dois cientistas, que entretanto desenvolveram uma profunda amizade, não abandonaram a ideia de realizar a expedição, iniciando a sua preparação, mas alterando o objectivo: em vez da África, dirigir-se-iam ao continente americano, com o objectivo de explorar a América Central e do Sul.
Depois de algumas viagens de treino pela França, em finais de 1798 partem para a Espanha, onde planeiam obter autorização real para viajarem pelos então domínios espanhóis da América. Em Espanha continuam o seu treino e, depois de diversas diligências, conseguem autorização do rei Carlos IV para visitarem os territórios espanhóis das Américas.

### Humboldt e a viagem às Américas (1799-1804)

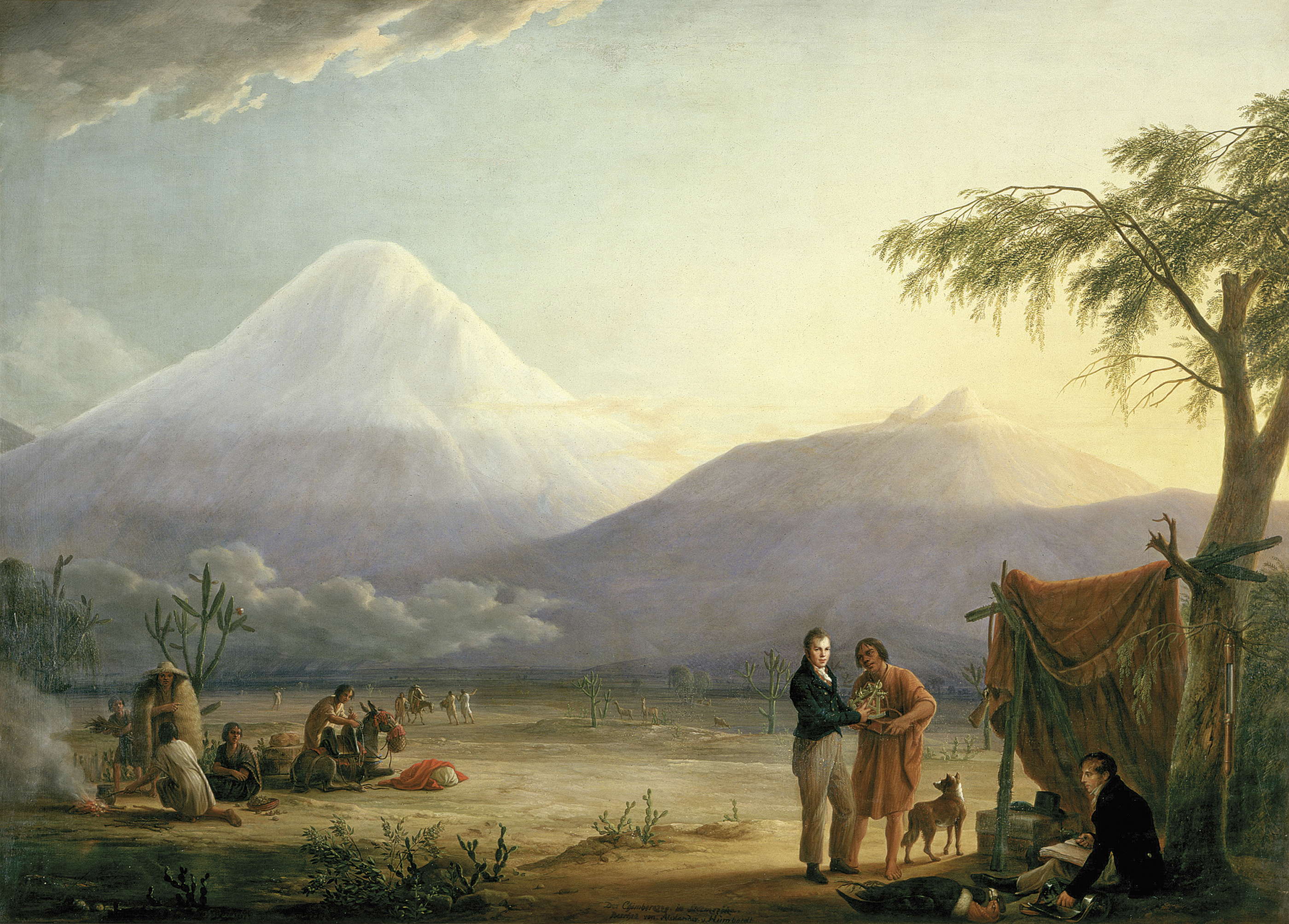
Bonpland e Humboldt na planície de Tapia, frente ao Chimborazo, numa aguarela de Friedrich Georg Weitsch (1810).

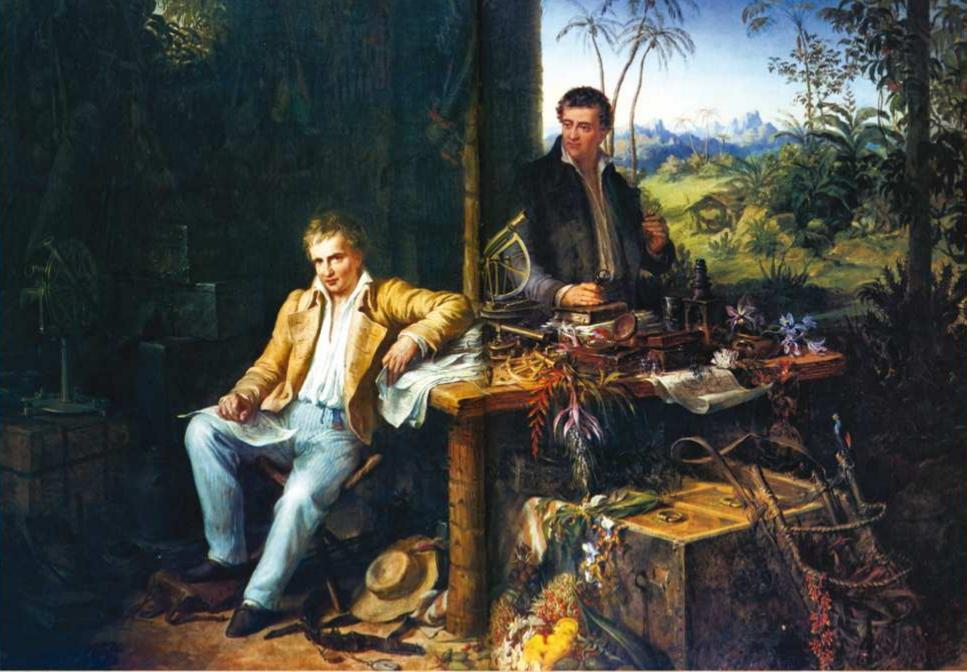
Bonpland e Humboldt na selva amazónica, por Eduard Ender (c. 1850).

Obtidas as necessárias autorizações, os jovens naturalistas (Humboldt tinha 29 anos de idade e Bonpland apenas 25) embarcaram no porto da Corunha, Galiza, a 5 de Junho de 1799, com destino ao continente americano. Seguem a bordo da bordo da corveta de guerra Pizarro. A viagem durará cinco anos e levá-los-á até à Venezuela, Colômbia, Equador, Peru e Brasil e ainda à América Central, México e Estados Unidos, apenas terminando com a sua chegada a Bordéus a 1 de Agosto de 1804.
Encontrando bom tempo e conseguindo iludir o bloqueio britânico que então pretendia fechar os portos espanhóis, a 19 de Junho chegava às ilhas Canárias, aportando a Santa Cruz, na ilha de Tenerife. Aproveitando esta paragem, visitam a ilha, aproveitando Humboldt para fazer um esboço do famoso dragoeiro multi-secular de La Orotava. Também sobem ao cume do Teide, a montanha mais alta da Macaronésia. A estadia, embora curta, impressionou-os de tal maneira que dedicaram cerca de 60 páginas da descrição da sua viagem às Canárias.
Poucos dias depois retomam a sua viagem com destino a Havana e México, mas uma epidemia de tifo que se declarou a bordo obrigou o navio a arribar a Cumaná, na Venezuela, onde chegaram a 16 de julho desse ano. Aí, decidem desembarcar e abandonar a ideia de visitar Cuba em primeiro lugar. Foi a primeira de um conjunto de alterações de planos que fizeram da viagem um constante improvisar de percursos e soluções, procurando sempre ir mais longe. A partir daqui a viagem de exploração foi conduzida em função das oportunidades que se apresentavam, levando Bonpland e Humboldt a percorrer mais de 10 000 km através das Américas.
Durante a viagem Bonpland ocupou-se principalmente da recolha e desenho das plantas recolhidas, pertencentes a numerosos géneros e a cerca de 6 000 espécies, acompanhando o desenho das respectivas descrições e propriedades. Também se dedicou à captura e preservação de insectos, os quais foram posteriormente estudadas pelo famoso entomólogo francês Pierre André Latreille e publicados no artigo Les crustacés, les arachnides, les insectes, incluído na obra de Georges Cuvier intitulada Le règne animal distribue d'apres son organisation, pour servir de base à l'histoire naturelle des animaux et d'introduction a l'anatomie, publicada em Paris no ano de 1811.
Para facilitar a compreensão da viagem, esta pode ser dividida nos seguintes trajectos e períodos: 
- Venezuela e Brasil: Junho de 1799 a Dezembro de 1800;
- Cuba: Dezembro de 1800 a Março de 1801;
- Colômbia, Peru e Equador: Março de 1801 a Março de 1803;
- México: Março de 1803 a Abril de 1804;
- Cuba e Estados Unidos: Abril de 1804 a Agosto de 1804.

Nos parágrafos seguintes faz-se uma breve descrição dos percursos seguidos e das principais localidades visitadas. Uma descrição completa da viagem pode ser encontrada na obra conjunta de Bonpland e Humboldt Plantes équinoxiales recueillies au Mexique: dans l'île de Cuba, dans les provinces de Caracas, de Cumana et de Barcelone, aux Andes de la Nouvelle Grenade, de Quito et du Pérou, et sur les bords du rio-Negro de Orénoque et de la rivière des Amazones, da qual, para além da versão original em francês, existem centenas de edições, incluindo traduções em várias línguas.

#### Venezuela e Brasil (Junho de 1799 a dezembro de 1800)
Depois da escala em Tenerife a corveta Pizarro partiu com destina a Havana. Contudo, declarando-se tifo a bordo, o comandante decidiu arribar a Cumaná, na Venezuela. Aí, os exploradores decidiram aproveitar a oportunidade e realizar um périplo pelo interior daquele território, então quase desconhecido dos meios científicos europeus.
Era uma inesperada oportunidade de enriquecer o conhecimento das ciências naturais daquela região e de se internarem no vasto território da Venezuela, se possível até às cabeceiras do rio Orinoco, seguindo as pegadas que meio século antes trilhara o naturalista sueco Pehr Löfling (mais conhecido na literatura ibero-americana por Pedro Loefling), o primeiro especialista em Botânica que estudou a flora da Venezuela. Löfling fora discípulo do seu compatriota Carl von Linné, o pai da nomenclatura sistemática em Botânica e Zoologia. 
A viagem que iniciaram em Cumaná duraria 16 meses, num percurso de mais de 2 300 km através de terreno extremamente difícil e perigoso, infestado de malária e habitado por povos pouco amistosos para com os europeus. Nele recolheram cerca de 5 000 espécimes de flora, 3 000 dos quais desconhecidos para a botânica europeia. Para além disso, puderam estudar o uso da borracha natural, a fisiologia da enguia-elétrica e recolher amostras do veneno curare, que pela primeira vez foi enviado para a Europa.
Neste percurso, para além das observações sobre a geologia, fauna e flora, realizaram cuidadosas anotações de singularidades astronómicas com que se deparavam, incluindo um eclipse solar em outubro e uma chuva de meteoritos em novembro de 1799, uma das maiores de que há registo. Fizeram também observações sobre um terramoto e sobre o fenómeno da maré atmosférica, isto é a oscilação diária da pressão barométrica. Além disso, estenderam o seu interesse à antropologia, estudando as características dos povos que encontraram e os traços mais salientes das suas culturas.
Bonpland e Humboldt, depois de explorarem Cumaná e os seus arredores, percorreram a Península de Araya, seguindo depois pelo vale de Caripe e bacia do Rio Guácharo, visitando as missões de San Fernando e outros lugares do leste venezuelano. De seguida viajaram até La Guaira, com uma paragem em Higuerote, de onde Bonpland continua a viagem por terra, enquanto Humboldt segue por mar.
A expedição reúne-se em La Guaira a 20 de novembro de 1799, partindo de seguida em direcção a Caracas. Quando ali chegam, são recebidos pelo governador-geral Manuel de Guevara Vasconcelos, que os recebe cortesmente face à recomendação real que traziam. Instalados em Caracas, os exploradores dedicam-se a visitar os arredores da cidade, subindo no dia 2 de Janeiro de 1800 ao cume do monte El Ávila.
De seguida para os vales dos rios Tuy e Aragua, visitando Antímano, La Victoria, Turmero, Maracay, Valencia, Guacara, Las Trincheras e Puerto Cabello. Dali dirigem-se ao planalto central, passando por Calabozo e San Fernando de Apure. 
Seguindo esse percurso, depois de atravessar os grandes llanos, verdadeiras savanas do interior venezuelano, chegam à espectacular anomalia hidrográfica que constitui o canal do Cassiquiare, um canal natural que une o rio Orinoco com o rio Negro, em plena bacia amazónica.
Daqui prosseguem para a bacia do rio Orinoco e percorrem os povoados e as missões instaladas na região, até chegar a San Carlos de Río Negro, no actual município de Río Negro (Venezuela), nas margens do rio Negro, hoje zona fronteiriça entre a Venezuela, a Colômbia e o Brasil.
Embora este percurso tenha sido feito quase exclusivamente em território da América espanhola, os exploradores atingiram o território da América portuguesa, que hoje é brasileiro. Nesse território, para além das tribos hostis e das doenças tropicais, ainda tiveram que enfrentar risco de prisão, já que o salvo-conduto providenciado pelo Rei da Espanha não autorizava a entrada em território português. Quando em de maio de 1800, a bordo de uma diminuta embarcação exploravam as cabeceiras do rio Negro, a viagem chegara ao conhecimento das autoridades portuguesas, que emitiram ordem para os deter.
Na imprensa brasileira circulou um apelo ao governador-geral informando que um certo barão von Humboldt, nascido em Berlim, tem viajado pelo interior da América fazendo observações geográficas para a correcção de alguns erros em mapas existentes, e colecta de plantas (…) um estrangeiro que, sob tal pretexto, talvez possivelmente esconda planos para espalhar novas ideias e princípios perigosos entre os fiéis súbditos deste reino. Sua Excelência deve investigar imediatamente (…) pois pode ser extremamente danoso para os interesses da Coroa de Portugal se esse for o caso. Felizmente Bonpland e Humboldt não se aventuram em direcção à foz do Rio Negro, entre outras razões, pelas extremas condições de insalubridade enfrentadas, especialmente as chuvas torrenciais e a abundância de insectos picadores.
Nesta região, observaram os petroglifos inscritos nas grandes rochas que dominam o curso superior do rio Negro, o que contribuiu para fazer nascer entre os exploradores um verdadeiro fascínio pelas culturas pré-colombinas e a convicção de que, longe de serem primitivos, os povos aborígenes do Novo Mundo representavam os sobreviventes de sociedades avançadas que teriam tido contacto marítimo transoceânico e que depois tinham degenerado.
Exploram seguidamente o curso do rio Orinoco e seus afluentes voltando, depois de se terem internado profundamente na selva amazónica, a Angostura. Dali, dirigem-se, com passagem por El Pao, à cidade de Barcelona e daí novamente a Cumaná, terminando o seu percurso pela Venezuela no mesmo local onde o haviam iniciado 16 meses antes.
Em dezembro de 1800 partiram do porto de Cumaná em direcção a Havana, iniciando mais uma etapa da sua viagem.

#### Cuba (Dezembro de 1800 a março de 1801)
Depois de uma atribulada travessia, que durou 25 dias entre Cumaná e Havana, Humboldt e Bonpland desembarcaram em Cuba, então considerada a pérola das Antilhas. Mas, Havana era também a capital do esclavagismo na América Central, centro nevrálgico do tráfico negreiro, então controlado essencialmente pelos britânicos. 
Profundamente anti-esclavagista e defensor dos direitos humanos, influência da Revolução Francesa que vivera intensamente, Humboldt escreverá extensamente sobre a mortandade e a miséria humana que estava por detrás daquele comércio iníquo. 
Depois de visitarem Cuba, Humboldt e Bonpland planeavam dirigir-se aos Grandes Lagos da América do Norte, descendo depois pelo interior do continente até ao Golfo do México, com o objectivo de fazer o reconhecimento o curso do Rio Mississipi. Depois pretendiam atravessar México e ir até às Filipinas.
Por essa altura chegou-lhes a informação de que a planeada expedição francesa, que deveriam ter realizado, afinal sempre partiria, sob o comando do capitão Nicolas Thomas Baudin, tendo como destino a América do Sul e as ilhas do Pacífico.
Face a essas notícias alteram novamente os planos e decidem voltar à América do Sul, tendo como objectivo atingir Lima, no Peru, em tempo de aí se poderem encontrar com a expedição de Baudin.
Assim, em março de 1801 embarcam em Havana com destino a Cartagena de las Indias, na costa da Colômbia, com o objectivo de se dirigirem por terra até ao Peru.

#### Colômbia, Peru e Equador (Março de 1801 a março de 1803)

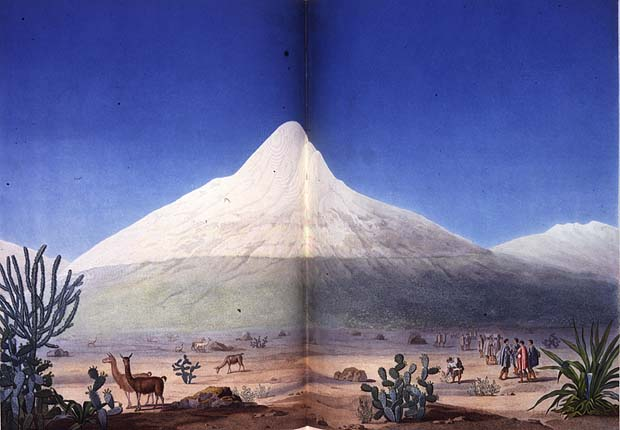
O Chimborazo numa gravura incluída na edição de 1810 da Voyage de Humboldt et Bonpland ed. por F. Schoell.

Chegados em março de 1801 a Cartagena das Índias, na costa da Colômbia, os exploradores partiram para sul, internando-se no território colombiano e iniciando uma viagem que duraria dois anos pela Cordilheira dos Andes, a coluna dorsal da América do Sul.
Humboldt e Bonpland foram nesta fase da sua viagem precursores dos estudos sobre a relação entre a flora e o clima, fundando assim a fitogeografia. Entre as formações estudadas, está a rara vegetação encontrada no norte andino, conhecida por páramos. 
Os seus estudos de climatologia na região andina levaram-nos a empregar pela primeira a vez o conceito de isotérmicas, isto é curvas mostrando num mapa a distribuição de locais de igual temperatura. Os seus trabalhos também serviram para vulgarizar a utilização das curvas de nível como forma de representar o relevo em cartas geográficas. 
Em Ibarra, na actual zona fronteiriça entre o Equador e a Colômbia, encontram, em janeiro de 1802, o naturalista Francisco José de Caldas, o qual fornece importantes informações aos exploradores e os acompanha até Quito.
Ao chegar a Quito, no Equador, em junho de 1802, foram informados que afinal não seria possível o encontro com a expedição do capitão Baudin, já que este tinha decidido ir pelo Atlântico Sul, circum-navegando a África, em vez de ser ter dirigido para a costa ocidental da América. Por esta altura, o filho do 2.º marquês de Selva Alegre, Carlos Montúfar y Larrea (que em 1816 seria fuzilado pelos realistas em Buga durante as lutas pela independência hispano-americana), juntou-se à expedição, acompanhando-a até ao regresso à Europa.
Partindo para Sul, acompanhados por Montúfar, a 23 de junho de 1802 escalaram até aos 5 987 m de altitude o vulcão equatoriano Chimborazo, com 6 310 m de altitude máxima. O seu pico era à época considerado o mais alto do mundo. Com esta ascensão, os exploradores estabeleceram um recorde mundial de altitude que perdurou por algumas décadas.
Conseguindo verdadeiras façanhas de montanhismo, os exploradores foram avançando para Sul, atravessando os Andes até atingirem a zona das cabeceiras do rio Amazonas, que exploraram brevemente. Daí voltaram a atravessar a cordilheira, pela região de Cajamarca, onde Humboldt determinou a presença do equador magnético e fez a primeira determinação precisa da declinação magnética naquela região.
Pouco depois, a partir das montanhas de Trujillo, Peru, os exploradores avistaram pela primeira vez as águas do Pacífico. Aí passaram dois meses de relativo descanso, preparando e expedindo para a Europa as amostras que tão laboriosamente tinham recolhido e transportado. No entretanto, Humboldt aproveitou para realizar observações do trânsito de Mercúrio frente ao Sol, estabelecendo pela primeira vez com exactidão a longitude do porto de El Callao.
Durante esta fase da viagem, os exploradores concentraram a sua atenção sobre a distribuição geográfica das espécies vegetais, em particular sobre a sua distribuição em altitude, e sobre o efeito da latitude naquela distribuição. Neste contexto, foram pioneiros os estudos desenvolvidos sobre a variação em latitude e em orientação geográfica da altitude acima da qual se formam massas de gelo permanente nas montanhas.
Em matéria de geologia, foram recolhidos elementos importantes sobre os fenómenos vulcânicos, permitindo colocar em causa a escola neptunista da geologia, contribuindo para a compreensão da diversidade dos fenómenos geológicos e para a negação de que todas as rochas tinham origem sedimentar.
O contacto dos exploradores com as populações andinas permitiu trazer até aos meios cultos da Europa notícias concretas sobre a riqueza etnográfica e cultural daqueles povos, permitindo melhor compreender a riqueza do seu passado e os enormes valores arqueológicos existentes naquela região do mundo, e demonstrando que as civilizações ameríndias da América do Sul em nada tinham sido inferiores às suas contemporâneas da bacia mediterrânica.
Humboldt e Bonpland decidiram dirigir-se dali para a mais avançada e próspera das possessões espanholas nas Américas: a Nueva España, hoje o México. Embarcando no porto de El Callao, na costa peruana, viajaram com escala em Guayaquil, Equador. Durante o percurso, tornaram-se pioneiros da oceanografia física, fazendo medições da temperatura e velocidade da grande corrente fria que flúi ao longo da costa ocidental das Américas do Sul e Central. Daí resultou a primeira descrição científica daquela que é hoje conhecida como a corrente de Humboldt, que apesar de previamente conhecida dos navegantes e pescadores da região, nunca tinha sido investigada pelos modernos métodos científicos.

#### México (Março de 1803 a abril de 1804)
Quando comparado com os enormes percursos feitos nas outras etapas do seu périplo, Humboldt, Bonpland, agora acompanhados por Carlos de Montúfar, viajaram relativamente pouco no México. 
Apesar disso, desenvolveram algumas das investigações mais aturadas de toda a viagem, obtendo, provavelmente graças a Montúfar, um acesso sem precedentes aos arquivos governamentais, especialmente em matérias relacionadas com a geografia, os recursos naturais da região, a organização do governo, a economia e a fiscalidade.
As suas viagens de exploração conduziram-nos às regiões mineiras de Taxco, Real del Monte e Guanajuato, onde encontraram conhecidos e ex-colegas de Humboldt na Universidade de Friburgo.
Os grandes vulcões do México, com destaque para El Jorullo, também foram objecto da curiosidade dos exploradores. De particular interesse foi uma região onde decorria uma erupção, podendo os exploradores assistir ao crescimento da montanha por ela produzida.
Em resultado desta visita publicaram a obra Essai politique sur le royaume de la Nouvelle Espagne, um verdadeiro tratado de geografia política do México, o qual influenciou toda a produção deste género literário durante a maior parte do século XIX.
Terminada a sua estadia no México, e depois de considerarem diversas alternativas para continuação da viagem, resolvem regressar a Havana, então o porto onde mais facilmente poderiam encontrar embarcações de longo curso.

#### Cuba e Estados Unidos (Abril de 1804 a agosto de 1804)
Humboldt e Bonpland tinham pensado seguir para oeste a partir da costa do México para completar a circum-navegação da Terra, planeando visitar as ilhas do Pacífico, as Filipinas e regressar à Europa pela via do Mar Vermelho, com uma visita ao Egipto. 
Contudo, um conjunto de razões que se prendiam com o mau estado dos seus instrumentos científicos, que não conseguiam reparar ou substituir e a falta de um navio que permitisse a travessia do Pacífico inviabilizaram o projecto. A essas dificuldades juntava-se o facto de não terem conseguido encontrar-se com a expedição do capitão Nicolas Thomas Baudin, malgrado os seus esforços, e o receio, manifestado por Humboldt numa das suas cartas, de que após um período tão longo de isolamento, estivessem desactualizados face ao rápido avanço da ciência.
Face a essas constatações, decidiram dirigir-se para a Europa. Para tal partiram para Havana, onde as ligações eram mais fáceis, voltando a visitar brevemente a ilha de Cuba e estudar a sua vegetação. Por essa altura decidiram fazer um périplo pelos Estados Unidos, dirigindo-se a Filadélfia, então a capital do país, onde projectavam encontrar Thomas Jefferson, seu conhecido dos tempos de Paris.
Em Filadélfia foram amistosamente recebidos pelo presidente Thomas Jefferson, que fora embaixador americano em Paris no auge da Revolução Francesa, e que desse tempo os conhecia. Daí dirigiram-se para o Delaware, de onde partiram de regresso a França.

#### O retorno à Europa
A 1 de Agosto de 1804, atracou em Bordéus o navio La Favorite, vindo de Delaware, nos Estados Unidos, trazendo a bordo Alexander von Humboldt e Aimé Bompland, e toneladas de amostras de animais e plantas colhidas ao longo de 5 anos de viagem pelas Américas. Encerrava-se assim uma das expedições científicas mais importantes do século XIX.
A expedição de Humboldt e Bonpland teve um significado especial para o Brasil e para a Venezuela, devido ao mapeamento da ligação dos rios Orinoco e Negro e à descrição de milhares de espécies animais e vegetais comuns àquelas duas bacias hidrográficas, até ali desconhecidas pela ciência ocidental.
As obras que publicaram foram um sucesso, marcando indelevelmente a história da ciência. As principais saídas da pena de Bonpland foram a parte botânica da obra Voyage en Amérique, a maior parte da obra Plantes équinoxiales recueillies au Mexique: dans l'île de Cuba, dans les provinces de Caracas, de Cumana et de Barcelone, aux Andes de la Nouvelle Grenade, de Quito et du Pérou, et sur les bords du rio-Negro de Orénoque et de la rivière des Amazones (Paris, 1808-1816), e a Vue des Cordillères et monuments indigènes de l'Amérique (1819). Os seus manuscritos foram adquiridos pelo governo da França.
As repercussões da expedição foram enormes, alterando a visão que a inteligentsia europeia tinha da América do Sul e do México. A viagem foi acompanhada por todos os jornais europeus e norte-americanos de então, tendo por diversas vezes circulado notícias do desaparecimento, e mesmo da morte, dos exploradores. O seu êxito foi assim retumbante, elevando os exploradores, especialmente Humboldt, ao estatuto de heróis.

### A estadia em Paris e a superintendência do Château de Malmaison (1804-1816)

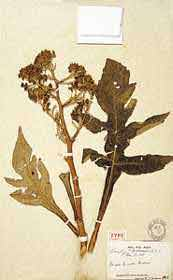
Verbesina turbacensis H.B.K., planta colectada por Bonpland em Turbaco, Colômbia, em 1801.

Após o seu regresso da expedição à América, Bonpland fixa residência em Paris para preparar, em colaboração com o seu infatigável amigo Alexander von Humboldt, a publicação dos resultados científicos do seu périplo pelo Novo Mundo. Também se dedicam a ordenar os seus herbários, que depositam no Museu do Jardim de Plantas de Paris.
Humboldt e Bonpland, conhecidos como heróicos exploradores, eram recebidos nos grandes salões de Paris com admiração. Numa dessas recepções, conheceram, em 1805 o jovem Simón Bolívar, com quem os uniu desde então uma inquebrantável admiração mútua. 
A 5 de Novembro de 1804, perante uma selecta assembleia de cientistas, reunida no Instituto de França, Bonpland expõe o seu trabalho sobre a palmeira-da-cera, a espécie Ceroxylon alpinum Bonpl. ex DC. (então designada pelo sinónimo taxonómico Ceroxylon andicola Bonpl.), consolidando o seu prestígio científico. 
O imperador Napoleão I decretou a 3 de março de 1805, uma pensão como recompensa nacional e a imperatriz Josefina, que tinha grande afeição pela Botânica e paixão pelas flores, recebe no seu palácio de Château de Malmaison os afamados sábios Bonpland e Humboldt.
Em 1808, a imperatriz Josefina Bonaparte designa Bonpland superintendente dos parques e jardins de Château de Malmaison, a sua residência de campo rodeada de numerosas plantas exóticas. A missão Bonpland era ocupar-se da biblioteca e da granja, o que incluía tarefas tão diversificadas como a venda de ovelhas, o cuidado do jardim e a poda de árvores. Aproveita estes recursos para desenvolver importantes colecções de plantas.
Entretanto, em 1809 Napoleão decidiu casar-se com Maria Luísa de Áustria, repudiando Josefina, que desde então, até à sua morte, viveu reclusa no Château de Malmaison. Esta situação altera os planos de Bonpland, que perde assim o seu principal apoio material para a realização das suas colecções. Contudo, Bonpland permaneceu ao serviço do Château de Malmaison até 1814, ano em que morreu a imperatriz.
Esse e outros problemas não permitiram uma participação mais efectiva de Bonpland na redacção e publicação dos resultados botânicos da viagem americana e, por isso, Alexander von Humboldt viu-se obrigado a recorrer à colaboração dos notáveis botânicos Carl Ludwig Willdenow e Karl Sigismund Kunth para completar a extensa obra.
Entretanto, Bonpland publica, entre outras, as obras Monographie des Melastomes (1806), Description des plantes rares cultivées à Malmaison et à Navarre (1813) e Plantes equinoxiales (1808-1816).
Por esta altura Bonpland conhece uma amiga da ex-imperatriz, Adelia Bouchy, casada com um senhor Boyer, pela qual se apaixona. Daí resultou um escândalo, cujo desfecho foi o divórcio de Adelia. Sem aprovação familiar, contrai matrimónio com ela.
Foi então que Bonpland decidiu retornar à América, aceitando o oferecimento de Simón Bolívar para se radicar na Venezuela. Contudo, em outubro de 1816, parte para Buenos Aires, acabando por optar pela aceitação de um convite de Bernardino Rivadavia, que em 1814 conhecera em Londres, e que lhe prometera apoio para a criação de um Jardim Botânico e para a refundação do Museu de Ciências Naturais de Buenos Aires.
Por essa mesma altura conhece o general Manuel Belgrano e Manuel de Sarratea, decidindo-se a partir para terras argentinas, deixando para trás os dissabores que o seu pouco convencional casamento lhe tinham causado.

### O regresso à América do Sul (1816-1821)
Decidido a voltar à América do Sul, e tendo escolhido Buenos Aires como destino, resolveu fazer uma escala prévia em Londres, onde conheceu alguns famosos jardineiros ingleses, dos quais obteve sementes e ferramentas, para além de estabelecer laços de cooperação que perdurariam durante muitos anos. 
Regressado a França, na tarde do 23 de novembro de 1816, Bonpland embarca no porto de Le Havre, no bergantim Saint-Victor, acompanhado da esposa, de Emma, a filha da sua esposa, e de dois ajudantes. Levava também consigo livros, grande quantidade de sementes e duas mil plantas, repartidas entre plantas medicinais, frutícolas, hortaliças e ornamentais.
O grupo chegou a Buenos Aires, a 29 de janeiro de 1817, sendo aí recebido por Vicente Pazos, director de um periódico local, que tinha conhecido Bonpland durante a sua passagem por Londres. 
A melhor sociedade de Buenos Aires deu a Bonpland o seu melhor acolhimento, passando ele a exercer a sua profissão de médico. Passou também a colaborar com periódicos locais em questões ligadas às ciências naturais. Nesta fase reparte o seu tempo entre o exercício da medicina e o colectar de espécies vegetais raras. Por esta altura encontra na Isla Martín Garcia, restos de cultivo da erva-mate, ali há muito introduzida pelos jesuítas, matéria pela qual se interessa e que influirá decisivamente na sua carreira futura. 
Propôs de imediato fundar um Jardim Botânico na cidade, tendo como objectivo lançar as bases definitivas do Museu de História Nacional que se pretendia criar. Contudo, a situação criada pelas necessidades da Guerra da Independência impediram a a imediata concretização da iniciativa. 
Em 1818 solicitou e obteve do governo de então, presidido pelo Director Supremo das Províncias Unidas do rio de la Plata, o general Juan Martín de Pueyrredón, o título de Professor de História Natural das Províncias Unidas, título exclusivamente honorífico, com a designação de correspondente da Academia de Ciências de Paris. Nesse mesmo ano e no seguinte empreendeu diversas expedições pelo interior do país e também pela ilha Martín García, voltando sempre com novos espécimes de mamíferos, peixes, plantas, répteis e fósseis. 
Em 1820 foi também nomeado catedrático de Matéria Médica do Instituto Médico Militar, mas nunca chegou a exercer a cátedra. 
Devido a problemas com a sua esposa e ao facto das circunstâncias políticas do momento não permitirem realizar o Jardim Botânico e o Museu de História Natural que projectava, nesse mesmo ano decidiu abandonar Buenos Aires e fazer uma viagem ao Paraguai e à hoje Província de Misiones. 
A 1 de Outubro de 1820 parte para a Província de Corrientes a bordo de um navio comercial, com o objectivo de estudar melhor a erva-mate no seu habitat natural. Para isso, durante a sua passagem por Paraná obteve do general Francisco Ramírez, governador da Província de Entre Ríos, permissão para estabelecer-se nas selvas de Misiones, tendo-lhe este facilitado também os recursos necessários.
Depois de explorar o norte de Corrientes, dirige-se finalmente a Misiones, ali se estabelecendo no povoado de Santa Ana de los Guácaras, frente ao território de Itapúa do Paraguai. Nessa localidade organiza em junho de 1821, uma estância agrária destinada à exploração da erva-mate e inicia a exploração sistemática das zonas onde aquela planta fora cultivada pelos jesuítas e pelos povos indígenas.
Ajudado pelos seus conhecimentos de botânica e jardinagem, e mantendo o seu entusiasmo pelo cultivo comercial da erva-mate, depressa desenvolveu uma próspera plantação, empregou também parte do seu tempo no recolhimento de plantas, insectos, conchas e outros espécimes de interesse científico, que ia enviando para a Europa ou reservava para o seu projectado Museu de História Natural de Buenos Aires.

### O aprisionamento no Paraguai (1821-1831)
O pacífico naturalista ignorava que a produçâo e comércio da erva mate era monopólio no Paraguai do Dictador Supremo, o doutor José Gaspar Rodríguez de Francia, que governava o país de forma unipessoal, e que mantinha conflitos de limites com a Província argentina de Corrientes pela possessão das Misiones, na margem esquerda do Rio Paraná. 
Em resultado dessa hostilidade, na noite de 8 de Dezembro de 1821, irromperam na estância de Santa Ana cerca de 400 soldados paraguaios, destruindo o estabelecimento agrícola. Quatro indígenas foram mortos e Bonpland foi ferido e levado para a margem direita do Rio Paraná, permanecendo aprisionado (com liberdade de movimento e sem correntes) na aldeia de Santa Maria de Fe durante 9 anos, por ordem directa de José Gaspar Rodríguez Francia. 
Muito se tem especulado acerca dos motivos que levaram ao aprisionamento, sendo opinião dos estudiosos que tal terá resultado da desconfiança do ditador paraguaio em relação a uma colónia que pudesse servir como base de uma futura invasão do seu território, agravada por considerações económicas.
No obstante estar "sequestrado" e não poder afastar-se da aldeia, era-lhe permitido dedicar-se a labores agro-pecuários e prestar serviços médicos e humanitários. Sabedores do "sequestro", os amigos e admiradores de Bonpland, entre os quais Simón Bolívar e Alexander von Humboldt, exerceram toda a sua influência para o devolver à liberdade. Bolívar escreveu uma famosa carta, datada de Lima em 23 de outubro de 1823, pedindo ao ditador paraguaio a liberdade de Bonpland. Entre outras coisas, essa uma firme e ameaçadora missiva diz: Desde os primeiros anos da minha juventude tive a honra de cultivar a amizade do senhor. Bonpland e do senhor barão de Humboldt, cujo saber fez mais pela América que todos os seus Conquistadores. O Império do Brasil e o Institut de France também intermediaram pela libertação do naturalista, sem obter resposta do ditador paraguaio. 
Só quando cessaram os pedidos de libertação, apenas a 12 de maio de 1829, o governo paraguaio decide outorgar o passaporte ao Bonpland. Contudo, apesar da libertação de Bonpland ser dada como certa desde 1829, o Bonpland decidiu ficar em Santa Maria de Fe até o día 17 de janeiro de 1831, tendo ele saído do território paraguaio a 8 de fevereiro de 1831.
Apenas arribado ao território argentino na Província de Corrientes, o célebre naturalista foi vítima de roubo, em total contraste com a tranqüila e pacífica vida que levava no Paraguai do temível doutor José Gaspar Rodríguez Francia, onde os roubos eram punidos com pena de morte. 
Entretanto, em França gizava-se o regresso de Bonpland à sua pátria, mas ele apenas manifestou o desejo de eventualmente visitar a Europa para ali depositar as suas colecções, adquirir livros e regressar ao seu retiro, agora voluntário, na América do Sul. Foi nesses termos que escreveu a sua última carta a Alexander von Humboldt.

### O lavrador e o político (1831-1855)

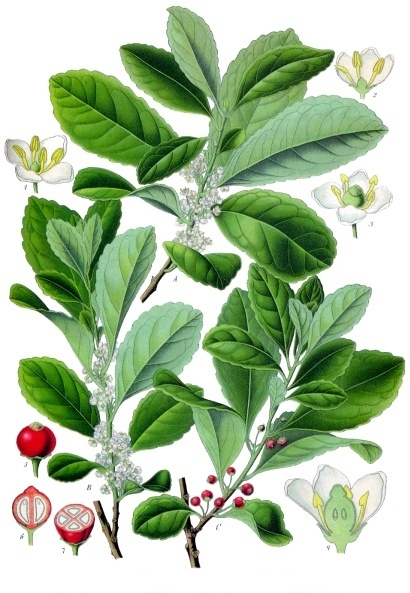
A erva-mate, a principal produção da estância de Bonpland.

Terminado o sequestro paraguaio, Bonpland instala-se, a partir de fevereiro de 1831, em São Borja, uma povoação fundada em torno de uma antiga missão jesuíta na margem brasileira do rio Uruguai, ali se fixando no meio da solidão e da pobreza. 
A partir dessa base, percorre todo o território da Província de Misiones e recolhe e envia colecções de plantas para Buenos Aires, com o objectivo de enriquecer o Museu de História Natural local e de fazer chegar algumas delas à Europa.
Em janeiro de 1832, visita Corrientes, onde tem amigos e compatriotas, entre os quais Stephan-Marie de Périchon e os comerciantes Roguin e Mayer e alguns correntinos que se destacariam posteriormente, nomeadamente Pedro Ferré e os irmãos Madariaga.
Em 1837 é chamado a Buenos Aires para acertar junto do representante da França a pensão que em tempos lhe fora atribuída pelo governo francês, entretanto suspensa, e agora restabelecida pelo ministro François Guisot, graças às activas pressões de Alexandre von Humboldt e Benjamin Delessert. Nessa ocasião teve uma cordial entrevista com o brigadeiro Juan Manuel de Rosas, governador da Província de Buenos Aires, então com o status de presidente da confederação argentina, durante a qual a conversação girou em torno do seu sequestro no Paraguai. Antes de regressar a São Borja, envia para França três caixas contendo colecções de plantas destinadas ao Museu de História Natural de Paris. Ao regressar à cidade de São Borja, continuou as pesquisas botânicas, sendo seus resultados ainda presentes nas praças da cidade na atualidade.
Por essa altura, Bonpland solicita a cedência de terrenos, através de representação subscrita pelo seu amigo e compatriota Périchon, com data de 11 de setembro de 1837, pedindo a celebração de um contrato enfitêutico com a Província de Corrientes. Os terrenos solicitados são-lhe concedidos pelo governador Genaro Berón de Astrada, por Decreto de 13 de fevereiro de 1838. Em resultado, ficaram na sua posse cerca de cinco léguas quadradas de terrenos sitos a oeste do rio Uruguai, próximo de Paso Santa Ana (hoje Bonpland), uma povoação então com grande população guarani. Nesses terrenos reinicia o cultivo da erva-mate e a criação de gado bovino e de merinos, tornando-se um próspero lavrador.
Foi justamente sob o governo de Genaro Berón de Astrada que se deu o primeiro levantamento das populações do nordeste argentino, lutando pela liberdade de navegação dos rios, contra a governação de Juan Manuel de Rosas, o qual culminou no dia 31 de março de 1839, com a batalha de Pago Largo. Esta batalha enlutou o povo corrientino, que se viu brutalmente derrotado.
Bonpland, em virtude do seu espírito liberal e profundas convicções democráticas, inicia-se na vida política, a partir da batalha de Pago Largo, empenhando, apesar de sua idade, toda a sua vitalidade ao serviço da causa do povo da Província de Corrientes, cujo governo estava então confiado a Pedro Ferré, intervindo na aquisição de armas e munições, uniformes e outros abastecimentos, os quais entravam na Província atravessando o rio Uruguai com passagem pela propriedade de Bonpland.
Após uma série de acontecimentos políticos e militares desfavoráveis, em especial devido à derrota de Rivera e das tropas de Corrientes na batalha de Arroyo Grande, ocorrida a 6 de dezembro de 1842, refugia-se na sua propriedade de São Borja, recebendo aí o seu amigo Pedro Ferré, a quem hospeda em sua casa, que atualmente fica na avenida Presidente Vargas, 1353.
Conhecido como "Dom Amado" pelos habitantes da cidade de São Borja, que por alguns ainda era reconhecida como uma vila, Bompland provavelmente tenha deixado descendentes na cidade onde viveu, entre idas e vindas, por aproximadamente 21 anos, e segundo fontes ainda não confirmadas conviveu com a esposa em sua casa no centro da cidade.
No ano seguinte, reinicia suas actividades agrícolas e comerciais, que haviam sido interrompidas pela guerra, viajando pelo interior do Brasil por motivo de negócios, principalmente os relacionados com a indústria da erva-mate e de criação de gado na cidade, que envolviam também as famílias Vargas e Antunes da cidade, principais atividades da sua fazenda. 
Em 1850 visita Montevideu, decidindo, pouco depois do seu regresso a São Borja, mudar-se definitivamente para a sua Estância de Santa Ana, levando toda a sua família. Ali redobra o seu trabalho na gestão do seu estabelecimento, o qual vai crescendo em plantações e gado. A partir de 1853 muda-se definitivamente para Santa Ana. 
Bonpland, apesar da idade, continuou a navegar com o seu velho veleiro pelo rio Uruguai, viajando frequentemente entre Santa Ana e São Borja, tendo mesmo, a pedido de um cientista amigo, descido o rio até à localidade de La Cruz para estudar o achado, feito por residentes do local, de mercúrio metálico numas ruínas jesuíticas ali existentes. Em outras oportunidades navegou até Montevidéu para tratar de assuntos relacionados com a pensão que recebia da França.

### Os anos finais (1855-1858)
Em 1855, e apesar dos seus 82 anos de idade, a pedido de Juan Pujol, o governador da Província de Corrientes, aceita a tarefa de criar, instalar e organizar o Museu Provincial, sendo para tal nomeado Director e Institutor Jefe do Museu.
Reconhecendo os inúmeros serviços prestados na província, em 1856 foi-lhe concedida, a título de mercê, a propriedade dos campos que lhe haviam sido outorgados em enfiteuse pelo governo de Pedro Ferré. Por essa altura recebeu também respeitosas atenções e uma carta de homenagem do Presidente da República Argentina, general Justo José de Urquiza.
Com a provecta idade de 85 anos e depois de uma vida cheia de aventuras e perigos, a 10 de maio de 1858 é surpreendido pela morte quando se encontrava descansando serenamente no seu estabelecimento rural de Santa Ana. 
Procurando dar-lhe sepultura condigna, a sua filha, Cármen, resolveu fazer transportar o corpo em carreta até Paso de los Libres, cujo nome era então era Restauración. Entretanto, o governador Juan Pujol, ao tomar conhecimento da triste notícia, enviou um destacado profissional para embalsamá-lo e transportar os seus restos a Corrientes, a capital provincial, para aí lhe serem prestadas as devidas honras fúnebres.
O embalsamamento realizou-se em Paso de los Libres e foi feito pelo Dr. Antero de Rivero, numa casa particular da cidade. Como parte do processo de embalsamamento constava a dissecação ao Sol, sendo por isso o corpo de Bonpland colocado a secar à porta da casa onde se realizava o procedimento. Infelizmente, um bêbado passou então pelo lugar em momento em que ninguém guardava o cadáver, e acreditando-o vivo, saudou-o: perante a falta de resposta, ofendido, atacou-o, dando-lhe uns murros que malograram o processo final de embalsamamento.
Em resultado de tão macabra circunstância, ficou malogrado o intento de trasladar o corpo para Corrientes, sendo este sepultado no cemitério de Paso de los Libres, onde ainda hoje numa humilde urna descansam os seus restos mortais.
A localidade de Santa Ana, onde Aimé Bonpland morreu, é hoje em sua homenagem conhecida como Bonpland, imortalizando assim na toponímia da região onde escolheu viver o nome do grande botânico e explorador, relembrado pela sua sabedoria, humildade e bondade.
Bonpland é também recordado na toponímia da Tierra del Fuego, onde no Departamento de Ushuaia, na latitude 54º 55' S e longitude 66º 00' W, foi dado o nome de Rio Bonpland a um curso de água que nasce na Sierra Noguera e desagua na parte noroeste da Baía Aguirre, nas imediações da povoação de Puerto Español. O nome foi dado pelo aventureiro romeno Julius Popper, que durante alguns anos dos finais do século XIX foi de facto governante daquela região.
O gênero Bonplandia da família das Polemoniaceae foi nomeado em sua honra pelo amigo Antonio José Cavanilles em 1800. Esse gênero apresenta três espécies encontradas no México.
Também em sua honra foi dado o nome de Cratera Bonpland a uma das crateras da Lua.

## Publicações
- 1811. Recueil d'observations de zoologie et d'anatomie comparée rédigé avec Alexander Humboldt, Imprimerie J.H. Stone, Paris. Versión sitio Gallica
- 1813. Description des plantes rares cultivées à Malmaison et à Navarre par Aimé Bonpland. Imprimerie P. Didot l'aîné, Paris. Dedicado por Aimé Bonpland a la emperatriz Joséphine. Version numérique sur le site botanicus et Version de las ilustraciones sitio BIUM
- 1815. Nova genera et species plantarum reeditado con Alexander Humboldt & Karl Sigismund Kunth, vol. 1, Lutetiae Parisiorum, Paris. Versión sitio Botanicus
- 1816. Monographie des Melastomacées comprenant toutes les plantes de cet ordre y compris les Rhexies, vol. 1, Paris
- 1817. Nova genera et species plantarum reeditado con Alexander Humboldt & K S Kunth, vol. 2, Lutetiae Parisiorum, Paris. Versión sitio Botanicus
- 1818. Nova genera et species plantarum reeditado con Alexander Humboldt & K S Kunth, vol. 3, Lutetiae Parisiorum, Paris. Versión sitio Botanicus
- 1820. Nova genera et species plantarum reeditado con Alexander Humboldt & K S Kunth, vol. 4, Lutetiae Parisiorum, Paris. Versión sitio Botanicus
- 1821 Nova genera et species plantarum reeditado con Alexander Humboldt & K S Kunth, vol. 5, Lutetiae Parisiorum, Paris. Versión sitio Botanicus
- 1823. Nova genera et species plantarum reeditado con Alexander Humboldt & K S Kunth, vol. 6, Lutetiae Parisiorum, Paris. Versión sitio Botanicus
- 1823. Monographie des Melastomacées comprenant toutes les plantes de cet ordre y compris les Rhexies, vol. 2, Paris
- 1825. Nova genera et species plantarum reeditado con Alexander Humboldt & K S Kunth, vol. 7, Lutetiae Parisiorum, Paris. Versión sitio Botanicus